# Korean Broadcasting System
La Korean Broadcasting System (KBS) (한국 방송 공사?, Hanguk Bangsong GongsaLR) è il servizio pubblico di radiotelevisione della Corea del Sud.

## Canali televisivi

### Terrestri
- KBS 1TV - notizie, attualità, educazione, sport e cultura; a volte anche filmati di informazione pubblica e programmi di intrattenimento, anche se la maggior parte va in onda su KBS2. È stata lanciata nel 1961 come HLKA-TV. KBS 1TV è mantenuta unicamente da un canone e non trasmette alcuna pubblicità. È disponibile a livello nazionale sul canale 9.
- KBS 2TV - intrattenimento e drama. È stata lanciata nel 1961 per sostituire la Tongyang Broadcasting Corporation. È disponibile a livello nazionale sul canale 7.
- KBS UHD - il canale UHD lanciato il 6 aprile 2014[1], trasmette video musicali e repliche di drama. È disponibile a livello nazionale sul canale 66.

### Via satellite o via cavo
- KBS Life - cultura e drama. Lanciata nel 1996 come KBS satellite 2, rinominata KBS Korea nel 2002, rinominata KBS Prime nel 2006 prima di cambiare nome.
- KBS Drama - precedentemente conosciuta come KBS Sky Drama, è stata lanciata nel 2002.
- KBS N Sports - precedentemente conosciuta come KBS Sports/KBS Sky Sports, è stata lanciata nel 2002.
- KBS Joy - commedie e quiz. È stata lanciata nel 2006.
- KBS Kids - canale per bambini. È stata lanciata nel 2012.
- KBS Story - canale volto a un pubblico femminile. È stata lanciata nel 2013 come KBS W, rinominata KBS Story nel 2021.

## Canali radiofonici

### Per l'interno
- KBS Radio 1 (AM/FM) - news, attualità, documentari e cultura. Lanciata nel 1927 con il nome Kyeongseong Broadcasting Corporation JODK, ha assunto il nome KBS Radio 1 nel 1965.
- KBS Radio 2 (AM/FM) - intrattenimento. È stata lanciata nel 1948 con il nome HLKA.
- KBS Radio 3 (AM/FM) - Lanciata nel 1973 con il nome RSB (Radio Seoul Broadcasting), è diventata prima TBC Radio negli anni settanta, per assumere il nome attuale nel 1980, per poi interrompere le trasmissioni nel 1981. È stata rilanciata nel 2000.
- KBS 1FM (FM) - musica classica e folk. È stata lanciata nel 1979 con il nome KBS-FM.
- KBS 2FM (89.1 MHz Cool FM) - musica pop. È stata lanciata nel 1966 con il nome TBC-FM.
- KBS Hanminjok Radio (shortwave & mediumwave) - Lanciata nel 1975 come KBS Third Programme.

### Per l'estero
- KBS World - servizi internazionali.

## Società controllate
- KBS Media - divisione della società di produzione.
- KBS Art Vision - divisione visione artistica.
- KBS Business - divisione commerciale.
- KBS N - divisione della televisione a pagamento.
- KBS i - divisione internet, chiusa nel 2011.
- E-KBS
- KBS America - filiale statunitense.
- KBS Japan - filiale giapponese.

## Loghi

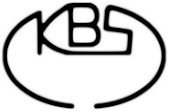
Logo utilizzato dal 15 ottobre 1961 al 1º marzo 1973
Logo utilizzato dal 2 marzo 1973 al 28 ottobre 1984
Logo in uso dal 29 ottobre 1984